# 슈퍼콘
슈퍼콘(Super Cone)은 빙그레에서 2018년에 출시한 대한민국의 아이스콘이다. 맛은 바닐라, 초코, 딸기, 민트초코 등이 있다. 광고 모델로 손흥민이 활동했으며, 그로 인해 외국 팬들에게까지 알려지기도 했다.

## 연혁
- 2018년 4월 5일 : 슈퍼콘 탄생 및 출시
- 2018년 6월 13일 : 워너원 에디션 출시
- 2019년 4월 3일 : 손흥민 에디션 출시
- 2020년 : 유산슬을 모델로 기용하여, 국민콘 슈퍼콘으로 명칭을 바꾼 형태로 출시
- 2020년 5월 : 영탁을 모델로 함

## 같이 보기
- 빙그레
- 아이스크림